# فولوديمير بيسونوف
فولوديمير بيسونوف (بالأوكرانية: Безсонов Володимир Васильович)‏، من مواليد 5 مارس 1958، لاعب كرة قدم سوفيتي سابق، ومدرب كرة قدم أوكراني حالي.
لعب مع منتخب الاتحاد السوفيتي لكرة القدم.

## روابط خارجية
- فولوديمير بيسونوف على موقع الاتحاد الدولي (مؤرشف)  (الإنجليزية)
- فولوديمير بيسونوف على موقع الاتحاد الأوربي (الإنجليزية)
- فولوديمير بيسونوف على موقع قاعدة بيانات كرة القدم.إي يو (الإنجليزية)
- فولوديمير بيسونوف على موقع بيانات كرة القدم. دي إي (الألمانية)
- فولوديمير بيسونوف على موقع ناشيونال فوتبول تيمز (الإنجليزية)
- فولوديمير بيسونوف على موقع عالم كرة القدم.نت (الإنجليزية)
- فولوديمير بيسونوف على موقع اللجنة الأولمبية الدولية (الإنجليزية)
- فولوديمير بيسونوف على موقع أوليمبيديا (الإنجليزية)